# Sweet Revenge (phim truyền hình Hàn Quốc)
Sweet Revenge (tạm dịch: Nhật ký trả thù) là một là một bộ phim truyền hình trực tuyến của Hàn Quốc với sự tham gia của Kim Hyang-gi, Lomon và Cha Eun-woo. Được sản xuất bởi Blue Panda Mediatainment và Hidden Sequence, bộ phim được phát sóng vào các ngày thứ Sáu lúc 10:00 (KST) từ ngày 27 tháng 10 năm 2017 đến ngày 5 tháng 1 năm 2018 và đã thu hút 11 triệu lượt xem tổng hợp.

## Tóm tắt
Ho Goo-hee, một học sinh trung học, phát hiện ra một ứng dụng mới trên điện thoại của cô ấy đề nghị trả thù bất cứ ai có tên mà cô ấy viết trong đó.

## Diễn viên

### Chính
- Kim Hyang-gi vai Ho Goo-hee[1]
- Lomon vai Shin Ji-hoon[2]
- Kim Hwan-hee vai Jung Deok-hee[3]
- Cha Eun-woo vai Cha Eun-woo[2]

### Phụ

#### Những người xung quanh Goo-hee
- Park Mi-sun vai mẹ của Goo-hee
- Lee Doo-il vai cha Goo-hee
- Ji Gun-woo vai Ho Goo-joon, Anh trai của Goo-hee[2]
- Lee Si-woo vai bạn trai cũ của Goo-hee

#### Những người xung quanh Deok-hee
- Park Kyung-lim vai mẹ Deok-hee[4]

#### Học sinh
- Ham Sung-min vai Lee Kang-min
- Jo Ah-young bạn của Goo-hee
- Lee Jin-yi vai Han Yu-ra[5]
- Kim Hyun-seo vai Yang Ah-joon[6]
- Jo Chae-yoon vai Yeo Ga-eun
- Lee Eun-saem vai Lee So-eun
- Yoo In-soo vai Choi Il-jin
- Cho Yi-hyun vai Ye-ri
- Eun Hae-sung
- Oh Yoo-jin
- Mo Nan Hee

#### Giáo viên
- Tae In-ho
- Hwang Tae-kwang vai M. Choi (Giáo viên dạy môn Vật Lí)
- Kim San-ho vai Eum Chi Hoon (Giáo viên dạy môn Âm Nhạc)

### Khách mời
- Jung Eun-sung
- Astro

## Nhạc phim (OST)
| Phát hành 24 tháng 7 năm 2018 | Phát hành 24 tháng 7 năm 2018 | Phát hành 24 tháng 7 năm 2018 | Phát hành 24 tháng 7 năm 2018 | Phát hành 24 tháng 7 năm 2018 | Phát hành 24 tháng 7 năm 2018 |
| STT                           | Nhan đề                       | Phổ lời                       | Phổ nhạc                      | Nghệ sĩ                       | Thời lượng                    |
| ----------------------------- | ----------------------------- | ----------------------------- | ----------------------------- | ----------------------------- | ----------------------------- |
| 1.                            | "Sweet Revenge" (복수노트)    | Ham Ye-chan, Yun A-seong      | Yun A-seong, Kim Jin-soo      | Chan Chan                     | 2:38                          |
| 2.                            | "I Always" (난 항상)          | Yun A-seong, Kim Jin-soo      | Yun A-seong, Kim Jin-soo      | Lee Yoon Jin                  | 3:39                          |
| Tổng thời lượng:              | Tổng thời lượng:              | Tổng thời lượng:              | Tổng thời lượng:              | Tổng thời lượng:              | 6:17                          |